# Adelaide Tambo
Adelaide Frances Tambo (Vereening, 18 de julio de 1929-Johannesburgo, 31 de enero de 2007), más conocida como Mama Tambo, era la esposa del político sudafricano Oliver Tambo y una conocida activista contra el apartheid.
Adelaide comenzó su activismo político a los diez años, cuando su padre, un enfermo de 82 años, fue detenido y azotado en la plaza del pueblo. A los 15 años entró en el Congreso Nacional Africano (ANC), insistiendo para ello de tal manera que además la utilizaron de enlace y mensajera. En 1944 conoció a Oliver Tambo, con el que se casaría en 1956, cuatro días después de que éste fuera liberado tras ser detenido por alta traición junto a otros 154 compañeros, entre ellos Nelson Mandela, en un juicio que duró tres años y en el que todos fueron absueltos. En 1960 el matrimonio se exilió en Londres, debido a la represión que se desató tras una manifestación en Sharpeville con motivo de la ley que obligaba a la población negra a llevar pases. Murieron 67 personas y posteriormente se detuvo a unas 18.000. En Londres trabajó como enfermera mientras Oliver desempeñaba sus funciones como presidente del ANC en el exilio. En su casa se refugiaros muchos exiliados sudafricanos, mientras ella trabajaba en las campañas de liberación de presos políticos. Regresó a Sudáfrica en 1990, y en 1994, tras la muerte de su marido, Adelaida fue elegida miembro del Parlamento, en las primeras elecciones democráticas de Sudáfrica, cargo que mantuvo hasta 1999.
Durante mucho tiempo tuvo una gran amistad con Winnie Mandela, a la que se enfrentó liderando una renuncia e masa de la ejecutiva de la liga de mujeres en la ANC, por incompetencia y uso irregular de fondos. Ha recibido varios premios reconociendo su trabajo, como el galardón Tambo/Makatini en Sudáfrica y el Noel en Reino Unido. Recopiló los discursos de Oliver y Fue fundadora de la Organización Panafricana de Mujeres y el Movimiento Afroasiático de Solidaridad.

## Vida personal
Se casó con Oliver Tambo en diciembre de 1956, durante el juicio por traición celebrado ese mismo año contra nacionalistas sudafricanos. La pareja tuvo tres hijos, uno de los cuales, Dali Tambo, es presentador de televisión en Sudáfrica.
Murió el 31 de enero de 2007, a la edad de 77 años en su casa de Johannesburgo, por causas no reveladas. Fue enterrada junto a su marido en su ciudad natal de Wattville el 10 de febrero de 2007. El servicio fue celebrado en un estadio, dirigido por el arzobispo anglicano Njongonkulu Ndungane. Entre los miles de asistentes se encontraron los presidentes Thabo Mbeki y Nelson Mandela.